# Associazione Calcio Novara 1932-1933
Questa pagina raccoglie i dati riguardanti l'Associazione Calcio Novara nelle competizioni ufficiali della stagione 1932-1933.

## Rosa
| N. |                   | Ruolo | Calciatore         |
| -- | ----------------- | ----- | ------------------ |
|    | Italia (bandiera) | A     | Teresio Bercellino |
|    | Italia (bandiera) |       | Adriano Bossetti   |
|    | Italia (bandiera) |       | Mario Brusa        |
|    | Italia (bandiera) |       | Aldo Buratti       |
|    | Italia (bandiera) | C     | Renato Cappellini  |
|    | Italia (bandiera) |       | Guido Cavagnino    |
|    | Italia (bandiera) | D     | Libero Checco      |
|    | Italia (bandiera) |       | Costantini         |
|    | Italia (bandiera) |       | Rinaldo Costanzo   |
|    | Italia (bandiera) |       | Pierino Crivelli   |
|    | Italia (bandiera) | A     | Arduino Marchetti  |
|    | Italia (bandiera) |       | Camillo Martinengo |

| N. |                   | Ruolo | Calciatore          |
| -- | ----------------- | ----- | ------------------- |
|    | Italia (bandiera) | D     | Mario Meneghetti    |
|    | Italia (bandiera) | D     | Edmondo Mornese     |
|    | Italia (bandiera) | C     | Alberto Pagliarini  |
|    | Italia (bandiera) | A     | Paolino Piola       |
|    | Italia (bandiera) | A     | Mario Portaluppi    |
|    | Italia (bandiera) | D     | Mario Rabaglio      |
|    | Italia (bandiera) | A     | Augusto Ravetta     |
|    | Italia (bandiera) | A     | Ezio Rizzotti       |
|    | Italia (bandiera) |       | Carlo Soliano       |
|    | Italia (bandiera) |       | Giovanni Spagnolini |
|    | Italia (bandiera) | C     | Remo Versaldi       |
|    | Italia (bandiera) | P     | Italo Zamberletti   |